# Lophaster gaini
Lophaster gaini is een zeester uit de familie Solasteridae.
De wetenschappelijke naam van de soort werd in 1912 gepubliceerd door René Koehler.